# رئاسة رونالد ريغان
بدأت رئاسة رونالد ريغان ظهرًا في المنطقة الزمنية الشرقية في 20 يناير 1981، حين نُصِّب رونالد ريغان الرئيس الأربعين للولايات المتحدة الأمريكية، وانتهت في 20 يناير 1989. استلم ريغان، وهو جمهوري من كاليفورنيا، الحكم عقب انتصار كاسح على الرئيس الديمقراطي الذي كان يشغل المنصب قبله جيمي كارتر في الانتخابات الرئاسية لعام 1980. تلا ريغان نائبه جورج إتش. دبليو. بوش الذي ربح الانتخابات الرئاسية عام 1988 بدعم ريغان. نتج انتخاب ريغان عام 1980 عن تحول كبير للمحافظين إلى اليمين في السياسة الأمريكية، تميز بفقدان الثقة في كل من البرنامج الليبرالي، وبرنامج الصفقة الجديدة، وبرنامج المجتمع العظيم والأولويات التي سيطرت على الأجندة الوطنية منذ ثلاثينيات القرن العشرين.
محليًّا، وضعت إدارة ريغان تخفيضًا كبيرًا على الضرائب، وسعت لخفض الإنفاق غير العسكري، وألغت القوانين الناظمة الفدرالية. استلهمت سياسات الإدارة الاقتصادية، والتي عرفت باسم «اقتصاديات ريغان – Reganomics»، من اقتصاد جانب العرض. أدى مزيج تخفيض الضرائب وزيادة الإنفاق العسكري إلى ظهور حالات عجز في الميزانية، وازداد الدين الفدرالي بشكل كبير خلال عهد ريغان. وقع ريغان قانون الإصلاح الضريبي لعام 1986 (الذي بسط قانون الضرائب عن طريق خفض النسب وإزالة عدة إعفاءات ضريبية) وقانون إصلاح الهجرة والسيطرة عليها لعام 1986 (والذي فرض تغييرات مفصلية على قوانين الهجرة في الولايات المتحدة وعفا عن ثلاثة ملايين لاجئ غير شرعي). عين ريغان أيضًا قضاةً فدراليين أكثر من أي رئيس آخر، من بينهم أربع قضاة للمحكمة العليا.
كان موقف ريغان في السياسة الخارجية حازمًا ضد الشيوعية؛ سعت خطته المعروفة باسم تعاليم ريغان إلى إرجاع التأثير العالمي للاتحاد السوفييتي إلى الوراء في محاولة لإنهاء الحرب الباردة. أطلقت إدارة ريغان وفق هذه التعاليم عملية بناء واسعة للجيش الأمريكي، وروجت لتقنيات حديثة كأنظمة الدفاع الصاروخية، وفي عام 1983 أخذت على عاتقها احتلال غرينادا، وهي أول حدث كبير للجنود الأمريكيين وراء البحار منذ نهاية حرب الفيتنام. خلقت الإدارة أيضًا جدلًا عندما منحت مساعدات لقوى غير نظامية تسعى للانقلاب على الحكومات اليسارية، وخاصة في أمريكا الوسطى وأفغانستان اللتين مزقتهما الحروب. وتحديدًا، انخرطت إدارة ريغان في صفقات بيع سرية للأسلحة لإيران لتمويل ثوار كونترا في نيكاراغوا الذين كانوا يحاربون للانقلاب على حكومة بلادهم الاشتراكية؛ أدت الفضيحة الناتجة إلى إدانة واستقالة العديد من المسؤولين في الإدارة. خلال فترة ريغان الرئاسية الثانية، سعى للحصول على علاقات أقوى مع القائد السوفييتي ميخائيل غورباتشوف، ووقع القائد اتفاقية مهمة للسيطرة على الأسلحة عرفت باسم معاهدة الصواريخ النووية متوسطة المدى.
عند تركه الرئاسة في عام 1989، كان ريغان محافظًا على نسبة قبول 68% لدى الشعب الأمريكي. هذه النسبة تطابق نسب كل من بيل كلينتون وفرانكلين د. روزفلت كأعلى نسب قبول لرئيس مغادر في العصر الحديث. يصنف المؤرخون وخبراء العلوم السياسية بشكل عام ريغان كرئيس فوق المتوسط. بسبب أثر ريغان على المساق العام والترويج لتيار المحافظين الأمريكي؛ سمى بعض المؤرخين فترة رئاسته وما بعدها حقبةَ ريغان.

## التحول إلى التيار المحافظ في السياسة
حتى قبل وصوله إلى الرئاسة، كان ريغان قائد تحول محافظ كبير جدًّا تغلب على العديد من السياسات المحلية والخارجية التي كانت تسود الأجندة الوطنية لعقود من الزمن. كان تنامي انعدام الثقة في الحكومة عقب فضيحة ووترغيت عاملًا رئيسيًّا في صعود تيار المحافظين. ففي حين كان انعدام الثقة بالمسؤولين رفيعي المستوى ميزةً أمريكية لقرنين، نتج عن ووترغيت ارتفاع شديد في مستويات الشك وشجعت الفضيحة وسائل الإعلام على الدخول في بحث دؤوب عن الفضائح. ظهر عامل جديد غير متوقع هو ظهور اليمين المتدين كقوة سياسية متماسكة أعطت دعمًا قويًّا لتيار المحافظين. 
العوامل الأخرى في صعود تيار المحافظين كانت تشكل «حرب ثقافية» كمعركة ثلاثية الأطراف بين المحافظين، والليبراليين التقليديين، واليسار الجديد، شملت قضايا كالحرية الفردية، والطلاق، والحرية الجنسية، والإجهاض، والمثلية الجنسية. أدت الهجرة الكبيرة للسكان من المدن إلى الضواحي إلى خلق مجموعة جديدة من المصوتين الأقل تعلقًا بالسياسات الاقتصادية للصفقة الجديدة وسياسات الآلة السياسية. في حين أصبح من المقبول اجتماعيًّا للبيض الجنوبيين المحافظين، وخاصة أهالي الضواحي المتعلمين، أن يصوتوا للجمهوريين. مع أن تشريع الحقوق المدنية في ستينيات القرن العشرين كان قضية انتصار لليبرالية وخلق شريحة ناخبة جديدة من السود المؤيدين للحزب الديمقراطي، إلا أنه أيضًا دمر الحجة التي كانت بأن البيض يجب أن يصوتوا للحزب الديمقراطي لحماية التقسيم العرقي في الجنوب. استجابةً لهذه الاتجاهات المتنوعة، نجح ريغان ومحافظون آخرون في عرض الأفكار المحافظة على أنها بديل لجمهور لم يعد منبهرًا بليبرالية الصفقة الجديدة والحزب الديمقراطي. ساعد سحر شخصية ريغان ومهاراته في الخطابة في عرضه للأفكار المحافظة للبلاد على أنها رؤية تفاؤلية تتطلع إلى المستقبل. 

## محاولة الاغتيال
في 30 مارس 1981، بعد 69 يومًا فقط من تولي الإدارة الجديدة الحكم، أطلق النار على كل من ريغان، وسكرتيره الإعلامي جيمس برايدي، وضابط شرطة واشنطن توماس ديلاهانتي، وعميل الخدمة السرية تيم ماكارثي من قبل جون هيكلي جونيور خارج فندق هيلتون واشنطن. مع أن الأخبار تناقلت «اقتراب ريغان من الموت» إلا أنه تعافى وخرج من المستشفى في 11 أبريل، ليصبح أول رئيس أمريكي يتعافى خلال خدمته من جروح ناتجة عن محاولة اغتيال. كان لمحاولة الاغتيال الفاشلة أثر كبير على شعبية ريغان؛ أشارت استطلاعات الرأي إلى أن نسب قبوله قاربت نحو 73%. وصف العديد من الصحفيين والمثقفين فيما بعد عملية الاغتيال الفاشلة بأنها لحظة حرجة في رئاسة ريغان، إذ وفرت له شعبيته المستحدثة بسببها زخمًا مهمًّا للنجاح في فرض أجندته الداخلية. 

## التقييم والإرث
منذ مغادرة ريغان لمنصبه في 1989، حدثت مناظرات مهمة بين الباحثين والمؤرخين والعامة حول الإرث الذي تركه. أشار مناصروه إلى الاقتصاد الأكثر كفاءة وازدهارًا الذي نتج عن سياسات ريغان الاقتصادية، والانتصارات في السياسة الخارجية بما فيها الإنهاء السلمي للحرب الباردة، واستعادة الفخر والروح المعنوية للأمريكيين. يجادل المناصرون أيضًا بأن ريغان استعاد الإيمان بالحلم الأمريكي بعد انخفاض في الثقة الأمريكية واحترام الذات لدى الأمريكيين تحت قيادة جيمي كارتر التي كانت تبدو ضعيفةً، وتحديدًا خلال أزمة الرهائن في إيران. يبقى ريغان رمزًا مهمًّا لتيار المحافظين في أمريكا، بنفس الطريقة التي يشكل فيها فرانكلين روزفلت رمزًا لليبرالية حتى بعد كل هذه السنين من موته. 
يقول النقاد إن سياسات ريغان الاقتصادية أنتجت زيادةً في عجز الميزانية، وفجوة أوسع في توزع الثروات، وزيادة في أعداد المتشردين. لم يوافق الليبراليون بشكل خاص على تخفيضات ريغان الضريبية المتساوية للأثرياء وتخفيض الدعم الخدمي للفقراء. يؤكد بعض النقاد على أن مسألة إيران-كونترا خفضت المصداقية الأمريكية. في كتابه المشهور، صعود وهبوط القوى العظمى، يجادل المؤرخ بول كينيدي بأن ارتفاع مستوى الدفاع في عهد ريغان سيؤدي في النهاية إلى انحدار الولايات المتحدة الأمريكية كقوة عظمى. كانت قيادة ريغان وفهمه للقضايا أيضًا موضوع مساءلة، حتى أن بعض أعضاء الإدارة انتقدوا تصرف ريغان السلبي في لقاءاته مع الطاقم الإداري وأعضاء الوزارة. انتقد ريتشارد بايبز، وهو عضو في مجلس الأمن القومي، ريغان قائلًا إنه «ضائع حقًّا، وغارق في ما لا طاقة له به، وغير مرتاح» في لقاءات مجلس الأمن القومي. انتقد عضو آخر في مجلس الأمن القومي، وهو كولن بأول، «أسلوب إدارة ريغان السلبي [الذي] وضع عبئًا ثقيلًا على عواتقنا». 
رغم استمرار الجدل المحيط بإرثه، يتفق العديد من الباحثين الليبراليين والمحافظين على أن ريغان كان أحد أكثر الرؤساء تأثيرًا منذ فرانكلن روزفلت، تاركًا بصمته على السياسة الأمريكية، والديبلوماسية الأمريكية، والثقافة والاقتصاد في أمريكا، عبر تواصله الفعال، ووطنيته الخالصة، وتفاوضه البراغماتي. منذ مغادرته منصبه، وصل المؤرخون إلى إجماع يلخصه المؤرخ البريطاني م. ج. هيل، الذي يرى أن الباحثين اليوم يقرون بأن ريغان أعاد تأهيل تيار المحافظين، وأزاح سياسة بلاده إلى اليمين، ومارس نوعًا براغماتيًّا بشكل كبير من المحافظة وازن فيه بين الإيديولوجيا وقيود السياسة، وأعاد الثقة بالرئاسة وبالاستثنائية الأمريكية، وساهم في الانتصار بالحرب الباردة. يجادل هيو هيكلو بأن ريغان نفسه فشل في إرجاع دولة الرفاهية إلى الوراء، ولكنه ساهم في سلوكيات أدت إلى هزيمة الجهود الساعية لتوسعة إضافية لمفهوم دولة الرفاهية. يجادل هيكلو بأن رئاسة ريغان جعلت الناخبين الأمريكيين والقادة السياسيين الأمريكيين أكثر تسامحًا تجاه العجز وأكثر معارضةً لفرض الضرائب. في عام 2017 صنف استبيان لسي-سبان بين الباحثين ريغان كتاسع أعظم رئيس. صنف استطلاع رأي عام 2018 أجراه الاتحاد الأمريكي للعلوم السياسية يخص الرؤساء والسياسة التنفيذية رونالد ريغان في المرتبة التاسعة أيضًا بين أعظم الرؤساء. صنف استطلاع رأي أجري عام 2006 للمؤرخين قضية إيران-كونترا كتاسع أسوأ خطأ يرتكبه رئيس أمريكي خلال رئاسته.